# 日出町 (名古屋市)
日出町（ひのでちょう）は、愛知県名古屋市中区の地名。

## 歴史

### 沿革
- 万治年間 - 竹藪であったものを町家として開発し、天道町もしくは南天道町と称した[4]。
- 1871年（明治4年）9月29日 - 北野新地および御園下新町を編入し、日出町とする[1]。
- 1878年（明治11年）12月20日 - 名古屋区成立に伴い、同区日出町となる[5]。
- 1889年（明治22年）10月1日 - 名古屋市成立に伴い、同市日出町となる[5]。
- 1908年（明治41年）4月1日 - 中区成立に伴い、同区日出町となる[1]。
- 1944年（昭和19年）2月11日 - 栄区成立に伴い、一部が同区日出町となる[1]。
- 1945年（昭和20年）11月3日 - 栄区廃止に伴い、同区日出町を中区日出町に再統合する[1]。
- 1963年（昭和38年）3月20日 - 一部を白川町に編入する[1]。
- 1966年（昭和41年）3月30日 - 住居表示実施に伴い、一部が栄二丁目に編入される[1]。
- 1969年（昭和44年）10月21日 - 住居表示実施に伴い、大須二丁目に編入される[1]。